# Linia kolejowa Plzeň – Furth im Wald
Linia kolejowa Plzeň – Furth im Wald – jednotorowa, regionalna i niezelektryfikowana linia kolejowa nr 180 w Czechach i w Niemczech. Łączy Pilzno i Furth im Wald przez Domažlice. Przebiega przez terytorium czeskiego kraju pilzneńskiego i niemieckiego kraju związkowego Bawaria.